# Pocoyo
Pocoyo est une série télévisée d'animation espagnole créée par David Cantolla, Guillermo García et Luis Gallego et diffusée depuis le 7 janvier 2005 sur La 2 de TVE, en Grande-Bretagne depuis le 12 septembre 2005 sur ITV, et au Canada sur Treehouse TV.
Au Québec, la série est diffusée depuis le 16 septembre 2006 sur Télé-Québec, et en France depuis le 2 octobre 2006 sur Nickelodeon et depuis le 1er septembre 2009 sur M6. Elle fait actuellement partie de l'offre de Netflix et Disney+.
En français, la narration est faite par Patrick Préjean

## Synopsis
Cette série, destinée aux très jeunes enfants, met en scène un petit garçon, tout de bleu vêtu, qui découvre le monde qui l'entoure, avec ses amis animaux : Pato le canard, Loula la chienne et Elly l'éléphante.

## Personnages principaux

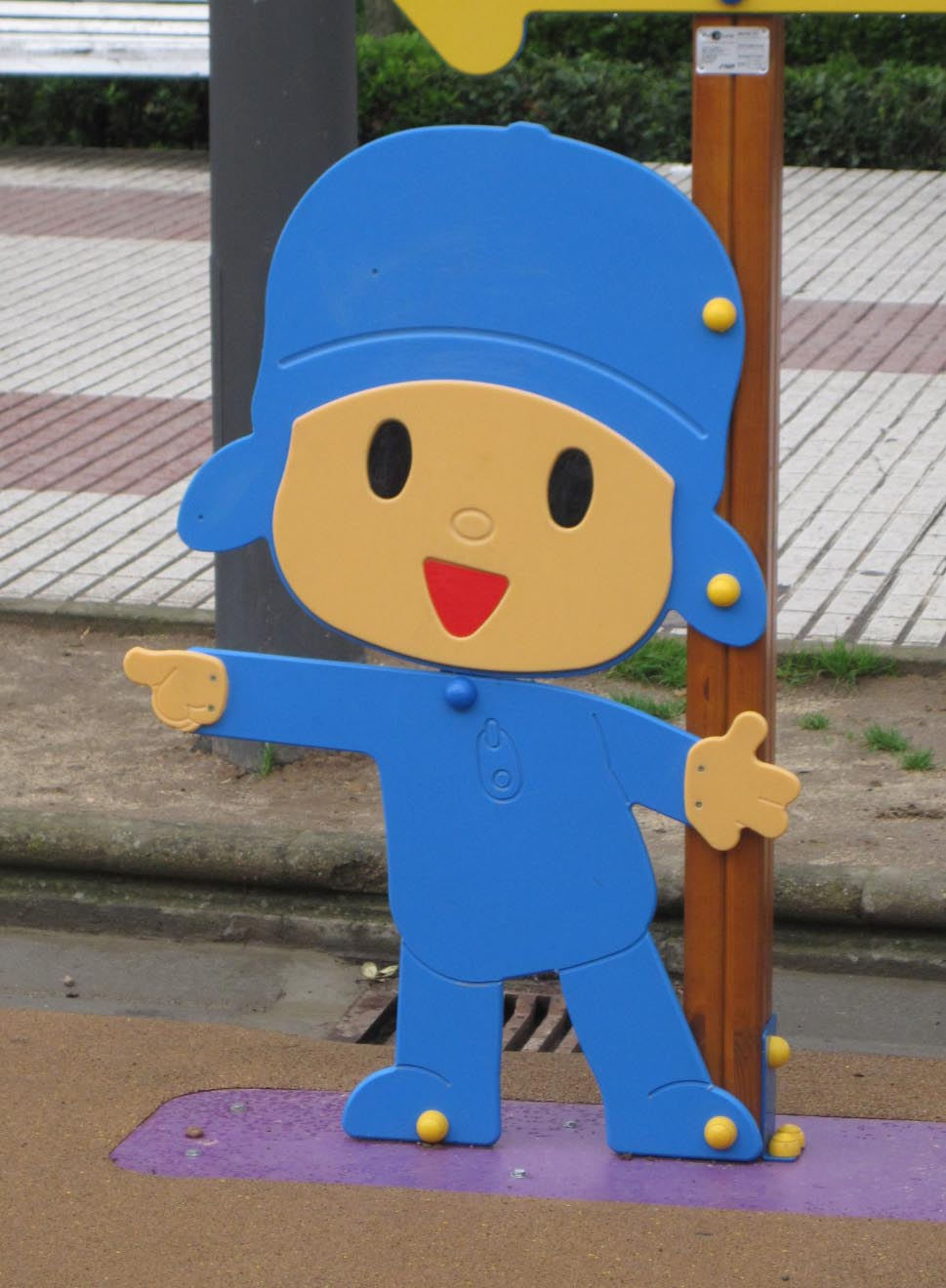
Représentation de Pocoyo sur une aire de jeux

- Pocoyo : le personnage principal. C'est un petit garçon qui aime beaucoup jouer et découvrir de nouvelles choses. Il porte toujours des vêtements bleus dont un chapeau. Ses copains sont Pato, Elly, et Loula. En espagnol, « poco » signifie « peu » et « yo » signifie « moi ».
- Pato : un canard jaune qui porte un chapeau vert. Il est assez impatient mais les enfants sont heureux quand il danse. « Pato » en espagnol signifie « canard ».
- Elly : une éléphante rose qui porte un sac à dos bleu. Bien que ce soit une éléphante, elle est douce et élégante. Normalement, elle fait de la trottinette.
- Loula : la chienne de Pocoyo.
- Dodoloiseau : un oiseau turquoise qui est normalement endormi. En fait, elle vole même avec ses yeux fermés ! En Espagne, elle s’appelle « Pajaroto » et Sleepy Bird pour la version Anglaise.

## Personnages secondaires
- Les extra-terrestres. Ce sont de gentils petits êtres verts que Pocoyo a découvert sur une planète dans l'espace durant la recherche de son modèle réduit d'avion.
- Bébéloiseau. C'est le bébé de Dodoloiseau, toujours actif (il n'a pas hérité du caractère narcoleptique de sa mère), qui se met toujours dans de fâcheuses situations desquelles Pocoyo l'en extrait. Son meilleur ami est la chenille. Appelé "Pajarito" dans la version Espagnole et Baby bird pour la version Anglaise
- Les balles Orchestre. C'est un groupe de trois créatures, ayant l'apparence de balles, qui jouent de la trompette, du tambour et des cymbales.
- Le Papillon. C'est un papillon très affamé que Pocoyo attrape occasionnellement.
- La Chenille (appelée "Valentina" dans la version Espagnole et "Caterpillar" dans la version Anglaise). C'est une chenille jaune avec un nœud bleu sur la tête. Elle baragouine plus qu'elle ne parle et a la capacité de se transformer en papillon à volonté. C'est la meilleure amie de Bébéloiseau.
- Octopus. C'est une pieuvre rouge assez lunatique (montrée avec seulement 4 jambes, comme pour simplifier le rendu de l'animation), qui parle en baragouinant comme la chenille, très grand amateur de musique d'opéra. Il apparait aléatoirement dans les épisodes, tantôt comme personnage principal, tantôt en coup de vent. Dans la saison 2, il est souvent prénommé "Fred".
- Le Cheval Finbar. C'est un cheval étourdi qui adore danser.
- La Fleur musicale. C'est une fleur en pot qui joue la musique que Pocoyo veut.
- La Baleine. C'est une énorme baleine aux joues rouges que Pocoyo rencontre sous la mer.

## Épisodes

### Première saison (2005-2006)
1. Chut ! (Hush)
2. Pocoyo danse ! (Pocoyo Dance)
3. Roulement de tambour ! (Drum Roll Please)
4. Le parapluie (Umbrella, Umbrella)
5. Le grand mystère ! (A Mystery Most Puzzling)
6. Un cadeau pour Elly (A Present for Elly)
7. Le gros rhume (The Big Sneeze)
8. Les bulles (Double Bubble)
9. La surprise (Sleepy Bird's Surprise)
10. Le balai (Swept Away)
11. Allo ? (Who's On the Phone?)
12. Va chercher, Loula ! (Fetch Loula Fetch)
13. Un petit nuage (A Little Cloud)
14. Le restaurant (Table for Fun)
15. La corde à sauter (Keep Going Pocoyo)
16. Cache-cache (Where's Pocoyo?)
17. Le tambour (Drummer Boy)
18. La course (The Great Race)
19. Pas touche ! (Don't Touch)
20. Les empreintes de pas (Mystery Footprints)
21. L'arrosoir (Magical Watering Can)
22. L'étoile (Twinkle Twinkle)
23. Le hoquet (Hiccup)
24. Pato joue les facteurs (Pato's Postal Service)
25. Loula est triste (Puppy Love)
26. La partie de baseball (Bat and Ball)
27. Elly a des boutons (Elly Spots)
28. Les extraterrestres (Up Up and Away)
29. Une surprise pour Pocoyo (A Surprise for Pocoyo)
30. Bébé oiseau fait des siennes (Having a Ball)
31. Super Pocoyo (Super Pocoyo)
32. Allons camper (Let's Go Camping)
33. La clé (The Key to It All)
34. Pato a une tâche (Fussy Duck)
35. L'anniversaire de la baleine (Whale's Birthday)
36. Le vol d'Elly (Elly's Big Chase)
37. Au dodo ! (Bedtime)
38. L'art de jongler (Juggling Balls)
39. Une nouvelle amie pour Pocoyo (Pocoyo's Little Friend)
40. L'écho (Pocoyo Pocoyo)
41. Le dessin qui prend vie (Picture This)
42. Les cubes musicaux (Musical Blocks)
43. Fais-moi un dessin (Paint Me a Picture)
44. La poupée d'Elly (Elly's Doll)
45. Les chatouilles (Giggle Bug)
46. La leçon de golf (Pocoyo Gets it Right)
47. Les imitations (A Dog's Life)
48. La boite en carton (What's in the Box)
49. Les jeux Pocoyolympiques (Pocoyo-lympics)
50. La télécommande (Colour My World)
51. La dispute (A Little Something Between Friends)
52. Le conte animé (Wackily Ever After)

### Deuxième saison (2006)
1. All for One
2. Band of Friends
3. Big Scary Slide
4. Elly's Ballet Class
5. Guess What?
6. Mad Mix Machine
7. Mr Big Duck
8. New on the Planet
9. Pocoyo's Balloon
10. Pocoyo's Present
11. The Messy Guest
12. Upside Down
13. Who's Calling Me Now?
14. Elly's Shoes
15. Duck Stuck
16. Scary Noises
17. Not in My Backyard
18. Vamoosh on the Loosh
19. Detective Pocoyo
20. Scooter Madness
21. Lost in Space
22. Boo!
23. Party Pooper
24. My Pato!
25. Baby Bird Bother
26. Dirty Dog
27. The Seed
28. Runaway Hat
29. Invisible Pocoyo
30. Noise to My Ears
31. Baby Bird Sitting
32. Everyone's Present
33. Magic Act
34. Picnic Puzzle
35. Dance Off!
36. Pato's Egg
37. Pocoyo's Puppet Show
38. Get Lost Loula
39. Sneaky Shoes
40. Shutterbug
41. Angry Alien
42. Pato's Paintings
43. Monster Mystery
44. Pato Underwater
45. Poczilla
46. Elly on Ice
47. Farewell Friends
48. Double Trouble
49. Horse!
50. Elly's Tea Party
51. Talent Show
52. Remember When…
53. La boîte en carton (What's in the Box?)
54. Les imitations! (A Dog's Life)

### Troisième, quatrième et cinquième saison
1. Le groupe de rock de Pocoyó (Pocoyo's Band)
2. Pigue-nique! (Picnic)
3. La douche de Pato! (Pato's Shower)
4. Le Jardin ! (The Garden)
5. Pato the Postman
6. Colours
7. Ready, Steady, Go!
8. Camping
9. Space Mission
10. Travel with Pato
11. Playtime
12. Tennis Everyone
13. Hide and Seek
14. Party Time
15. Wheels
16. Elly's Bath
17. The Amazing Tower
18. Pocoyo's New Toys
19. Bathing Loula
20. Magic Fingers
21. Cooking With Elly
22. Elly's Market
23. Pato's Bedtime
24. A Hole in One
25. Pocoyo's Camera
26. Painting With Pocoyo
27. Playing Dress Up
28. Magic Box
29. Pocoyo's Restaurant
30. Wake Up, Pocoyo!
31. Pirates
32. Elly's Computer
33. Going to the Beach
34. Big and Small
35. Face Painting
36. Supermarket
37. Elly's Playhouse
38. Pocoyo's Puppet Theater
39. Up & Down
40. Pocoyo's Breakfast
41. Traffic Jam
42. Pato's Living Room
43. Cinema
44. Elly's New Doll
45. Circus
46. The Best Bedroom
47. Pocoyo Goes to School
48. Art
49. Pocoyo Recycles
50. Down on the Farm
51. Nurse Elly
52. Fishing With Pocoyo

## Commentaires
En 2007, un film était envisagé, mais retardé, les producteurs travaillant sur d'autres projets.

## Récompenses
- Festival international du film d'animation d'Annecy 2006 : Meilleure série télévisée

## DVD
La première saison est disponible en 3 DVD, commenté par Patrick Préjean pour la version Française[réf. souhaitée].